# آلگتی
آلگتی (به لاتین: Algeti) یک رود در گرجستان است که در کومو کارتلی واقع شده‌است. این رود در شهرداری‌های تتری تسقارو و مارنئولی قرار دارد. درازای آن ۱۱۸ کیلومتر (۷۳ مایل) است و دارای حوضه زهکشی ۷۶۳ کیلومتر مربع (۲۹۵ مایل مربع) است. این رود به رودخانه کورا به عنوان شاخه سمت راستش می‌پیوندد.